# Ersatzverkehr (Album)
Ersatzverkehr ist ein Remixalbum des deutschen Hip-Hop-Produzenten Figub Brazlevič. Es erschien am 30. Mai 2014 über das Independent-Label Showdown Records.

## Hintergrund
Ersatzverkehr ist ein Produzentenalbum, auf dem Brazlevič Songs und Parts verschiedener Rapper, die bereits zuvor veröffentlicht wurden, geremixt und mit einem neuen Instrumental versehen hat. Auf den 19 Songs des Albums sind insgesamt 24 Rapper aus verschiedenen Stilrichtungen zu hören, unter anderem Fatoni, Schwesta Ewa und SSIO. Auch englischsprachiger Rap aus den USA (Dillon Cooper) sowie England (Man of Booom) ist auf Ersatzverkehr vertreten. Die von Brazlevič für das Album produzierten Instrumentals bewegen sich im für ihn typischen Bereich des Boom bap und enthalten Einflüsse aus Jazz und Soul.
Neben der digitalen Veröffentlichung erschien Ersatzverkehr als Doppelvinyl. Zu allen Songs des Albums wurden zudem Musikvideos auf dem YouTube-Kanal des Labels Showdown Records veröffentlicht.

## Titelliste
| #  | Titel                                 | Rapper               | Länge |
| -- | ------------------------------------- | -------------------- | ----- |
| 1  | Jazz auf gleich                       | Eloquent             | 3:00  |
| 2  | Dicke Hipster                         | Fatoni               | 3:15  |
| 3  | Catch the Beat                        | Man of Booom         | 4:07  |
| 4  | Medusa                                | Bico                 | 3:21  |
| 5  | Hochhinein                            | Junior Jero          | 3:16  |
| 6  | Mehr von dir                          | Döll                 | 2:19  |
| 7  | Clowns & Camera                       | Keno & Maniac        | 2:50  |
| 8  | Glitch                                | Moontroop            | 2:58  |
| 9  | Streben nach Glück                    | Shawn the Savage Kid | 3:17  |
| 10 | So Sorry                              | Kamp                 | 4:41  |
| 11 | Engelsstaub                           | Mortis               | 3:15  |
| 12 | Kung Foo                              | Dillon Cooper        | 3:46  |
| 13 | Du kiffst zu viel                     | Marten McFly         | 3:55  |
| 14 | Mula 4 Life / Husten                  | Sonne Ra, Plusmacher | 3:30  |
| 15 | Anonymer Kommentar / Suburbane Erotik | Rino Mandingo        | 2:29  |
| 16 | Walking Dead                          | Schote               | 3:19  |
| 17 | Märchenrapper                         | Schwesta Ewa, SSIO   | 2:45  |
| 18 | Ruhe                                  | Imun                 | 2:44  |
| 18 | Frühstück                             | Tufu                 | 2:46  |

## Rezeption
Das Hip-Hop-Magazin Juice bewertete Ersatzverkehr mit drei von möglichen sechs Kronen. Das Album habe einen roten Faden, die Remixe seien jedoch meist nicht besser als die Originalversionen der Songs. Das Magazin resümierte: „Ersatzverkehr ist sicherlich nicht schlecht. Aber Originale sind einem Ersatz eben in der Regel vorzuziehen.“ Die Backspin lobte in ihrer Rezension Brazlevičs gelungene Auswahl der geremixten Titel und bezeichnete Ersatzverkehr als „angenehmes Produzenten-Album“.
Das Eclat Mag vergab vier von möglichen fünf Punkten und lobte besonders die Produktion des Albums. Brazlevič bewege sich „mit seinen Produktionen gekonnt in der alten Schule des HipHops“, zudem sei „der Flavour der 90er-Eastcoast von Produzenten in Deutschland selten so umfangreich eingefangen“ worden. Auch Dial M äußerte sich positiv zum Album. Brazlevič schaffe es, mit seinen Beats „alle Songs entweder angenehm anders oder sogar besser zu machen“.